# Leibsch
Leibsch (niedersorbisch Lubuš) ist ein Ortsteil der Gemeinde Unterspreewald in Brandenburg.

## Lage
Leibsch zählt 211 Einwohner (Stand 2017). Durch das an der Spree auf einer Höhe von 44 Metern über Null liegende Dorf führt die Bundesstraße 179 sowie der Gurkenradweg. Nördlich der zum Biosphärenreservat Spreewald gehörenden Ortslage verläuft der Dahme-Umflutkanal. Zu Leibsch gehört auch der etwas nördlich gelegene Ortsteil Damm. Der Ort verfügt über einen dreiköpfigen Ortschaftsrat. Ortsbürgermeister ist Karsten Kochan.

## Geschichte
Die erste urkundliche Erwähnung des Orts stammt aus dem Jahr 1004, als König Heinrich II. dem Kloster Nienburg unter anderem auch Liubsi schenkte. Wie sich anhand von Bodenfunden ergibt, ist die tatsächliche Siedlungsgeschichte jedoch deutlich älter. Der Name des Orts könnte auf einen sorbischen Personennamen wie Luboslav zurückgehen. Im Zeitraum vom 11. bis 16. Jahrhundert wurde Leibsch als Liubsi, Lubisch, Lubusch und Lertbiß bezeichnet.
Im Jahr 1570 gehörte der Ort zum Rittersitz Münchehofe des Otto von Langen. Es wurden zehn Bauernhufen und sieben Kossaten gezählt. Leibsch war zu diesem Zeitpunkt noch rein wendisch/sorbisch geprägt. Erst seit dem Anfang des 18. Jahrhunderts begann eine Verbreitung der deutschen Sprache.
Nachdem 1869 der Kreistag des Kreises Beeskow-Storkow die Entscheidung getroffen hatte, zwischen Halbe und Lieberose eine Kreisstraße zu bauen, begannen die Arbeiten 1878. 1879 wurde im Zuge des Straßenbaus bei Leibsch eine hölzerne Brücke über die Spree gebaut, die die bis dahin genutzte Furt bei Neu Lübbenau ablöste. Die auch durch Leibsch führende neue Straße wurde 1881 fertiggestellt und stellte seitdem eine dauerhafte Verbindung zum nördlich gelegenen Berlin dar.
In den Jahren 1907 bis 1911 wurde zur Hochwasserregulierung der Dahme-Umflutkanal errichtet, der, nördlich von Leibsch beginnend, Wasser von der Spree in die Dahme leiten kann. Bei Leibsch entstand eine Kanalbrücke sowie ein Nadel- und Tafelwehr.
Im Jahr 1902 wurde in Leibsch eine Schule samt Nebengebäude errichtet, 1910 folgte der Bau des Gasthofes Zum goldenen Stern. 1921 wurde der Ort schließlich an das Stromnetz angeschlossen. Als Ersatz für die hölzerne Spreebrücke wurde ab 1925 eine neue Stahlbetonbrücke über die Spree gebaut. Am 6. März 1926, die neue Brücke war gerade fertig, stürzte die noch vorhandene alte Brücke unter einem mit Mehl beladenen Lastwagen ein. Der Fahrer konnte sich unverletzt retten. Die Einwohnerzahl Leibschs betrug 1933 296 Menschen und 1939 306 Einwohner.
Am 5. Mai 1923 wurde die noch heute bestehende Freiwillige Feuerwehr des Ortes gegründet. Kriegsbedingt bestand die Feuerwehr von 1943 bis 1945 ausschließlich aus weiblichen Mitgliedern. Zum Ende des Zweiten Weltkriegs gehörte Leibsch zum Randgebiet des sogenannten Kessels von Halbe. Es fanden heftige Kämpfe statt, bei denen praktisch sämtliche Gebäude von Leibsch beschädigt oder zerstört wurden. Die über die Spree und den Kanal führenden Brücken wurden von deutschen Truppen gesprengt. In den Sälen der beiden örtlichen Gaststätten wurden Lazarette eingerichtet. 1954 wurde ein Soldatenfriedhof eingerichtet.
Eine schwere Hagel- und Sturmkatastrophe suchte Leibsch 1959 heim und zerstörte die Ernte und diverse Scheunen. Hilfeleistungen umliegender Gemeinden halfen den Leibschern. 1960 wurde mit freiwilligen Arbeitsleistungen der Bevölkerung eine Friedhofshalle gebaut. 1980 entstand in gleicher Weise ein Konsum. Zwischen 1988 und 1990 wurden die Wehre erneuert. Die alten Anlage blieben als Schauobjekte erhalten. Am 31. Dezember 2001 wurde Leibsch mit Neu Lübbenau und Neuendorf am See zur Gemeinde Unterspreewald vereinigt.

## Denkmäler
Auf dem Soldatenfriedhof von Leibsch sind 155 Soldaten beigesetzt, bei 73 von ihnen sind die Namen bekannt. Erwähnenswert ist ein aus alten wassertechnischen Anlagen zusammengestelltes Freilichtmuseum.

## Wirtschaft
In Leibsch bestehen etwa 20 kleinere Unternehmen. Bedingt durch die landschaftlich reizvolle Lage im Spreewald hat der Tourismus und damit das Gastronomie- und Beherbergungsgewerbe eine gewisse Bedeutung. Es bestehen zwei Abfahrtstellen für Spreewaldkähne.